# Mednarodni motošportni hram slavnih
Mednarodni motošportni hram slavnih (angleško International Motorsports Hall of Fame) je hram slavnih, ki je posvečen tistim, ki so največ prispevali k motošportu, kot dirkači, lastniki moštev ali inženirji. V hram slavnih so bili sprejeti dirkači mnogih narodnosti, toda med njimi močno prevladujejo ameriški dirkači. Hram je leta 1982 ustanovil Bill France starejši, ki je tudi ustanovitelj serije NASCAR, leži pa v mestu Talladega, v Alabami, ob dirkališču Talladega Superspeedway. Potencialni kandidat za sprejem v hram slavnih mora biti že pet let upokojen, o sprejemu pa odloča stopetdesetčlanski odbor, ki je sestavljen iz mednarodnih motošportnih novinarjev.

## Seznam sprejetih
| Ime                      | Sprejem | Življenje   | Aktivna leta          | Kategorija dirkanja | Nadaljnja kariera                                       |
| ------------------------ | ------- | ----------- | --------------------- | --- | ------------------------------------------------------- |
| J.C. Agajanian           | 2009    | 1913–1984   | 1931–1971             | Indianapolis 500 |                                                         |
| Bobby Allison            | 1993    | roj. 1937   | 1959-1988             | NASCAR |                                                         |
| Davey Allison            | 1998    | 1961-1993   | 1979-1993             | NASCAR |                                                         |
| Donnie Allison           | 2009    | roj .1939   | 1966–1988             | NASCAR |                                                         |
| Joe Amato                | 2005    | 1944        | ?-2000                | NHRA |                                                         |
| Mario Andretti           | 2000    | roj. 1940   | 1953-1994             | Formula 1, IndyCar |                                                         |
| Art Arfons               | 2008    | 1926-2007   | 1952-1971             | kopenski hitrostni rekord, traktorske dirke                                                                                  |                                                         |
| Alberto Ascari           | 1992    | 1918-1955   | 1930.-1955            | Formula 1 |                                                         |
| Buck Baker               | 1990    | 1919-2002   | 1939-1976             | NASCAR |                                                         |
| Buddy Baker              | 1997    | roj. 1941   | 1959-1992             | NASCAR |                                                         |
| Kenny Bernstein          | 2012    | roj. 1944   |                       | Drag racing | Lastnik moštva                                          |
| Tony Bettenhausen        | 1991    | 1916-1961   | 1940s-1961            | US Champ. Car |                                                         |
| Neil Bonnett             | 2001    | 1946-1994   | 1974-1990             | NASCAR |                                                         |
| Jack Brabham             | 1990    | 1926-2014   | 1946-1970             | Formula 1 | Ustanovitelj Brabham Motor Racing Developments          |
| Craig Breedlove          | 2000    | roj. 1937   | 1963-1965             | kopenski hitrostni rekord |                                                         |
| Jimmy Bryan              | 2001    | 1926-1960   | 1952-1960             | US Champ. Car |                                                         |
| Ettore Bugatti           | 2002    | 1881-1947   |                       | | Ustanovitelj Bugattija                                  |
| Red Byron                | 2008    | 1915-1960   | 1932-1951             | NASCAR | Direktor SCCA                                           |
| Malcolm Campbell         | 1990    | 1885-1948   | 1920.-1930.           | Dirkanje za Velike nagrade                                                                                                   | Kopenski hitrostni rekord                               |
| Rudolf Caracciola        | 1998    | 1901-1959   | 1922-1952             | Dirkanje za Velike nagrade                                                                                                   |                                                         |
| Colin Chapman            | 1994    | 1928-1982   |                       | | Ustanovitelj Lotusa                                     |
| Louis Chevrolet          | 1992    | 1878-1941   | 1915-1920             | Indianapolis 500 | Ustanovitelj Chevroleta in Frontenaca                   |
| Richard Childress        | 2012    | roj. 1945   |                       | NASCAR | Lastnik moštva                                          |
| Jim Clark                | 1990    | 1936-1968   | 1958-1968             | Formula 1, Indianapolis 500                                                                                                  |                                                         |
| Jerry Cook               | 2009    | roj. 1939   | 1969–1982             | NASCAR Modified series |                                                         |
| Briggs Cunningham        | 2003    | 1907-2003   | 1930-1966             | Več različnih | Ustanovitelj Cunningham Racinga                         |
| Ralph DePalma            | 1991    | 1884-1956   | 1906-1925             | Indianapolis 500 | kopenski hitrostni rekord                               |
| Junie Donlavey           | 2007    | 1924-2014   |                       | | lastnik NASCAR Winston Cupa                             |
| Mark Donohue             | 1990    | 1937-1975   | 1959-1975             | SCCA, Trans-Am, Formula 1 |                                                         |
| Dale Earnhardt           | 2006    | 1951-2001   | 1975-2001             | NASCAR |                                                         |
| Ralph Earnhardt          | 1997    | 1928-1973   | 1956-1964             | NASCAR |                                                         |
| Richie Evans             | 1996    | 1941-1985   | 1962-1985             | NASCAR |                                                         |
| Juan Manuel Fangio       | 1990    | 1911-1995   | 1934-1958             | Formula 1 |                                                         |
| Charles »Red« Farmer     | 2004    | roj. 1928   | 1946-2007             | NASCAR |                                                         |
| Enzo Ferrari             | 1994    | 1898-1988   | 1919-1927             | Coppa Acerbo | Ustanovitelj Ferrarija in Scuderie Ferrari              |
| Emerson Fittipaldi       | 2003    | roj. 1946   | 1966-1996             | Formula 1, Indianapolis 500                                                                                                  |                                                         |
| Tim Flock                | 1991    | 1924-1998   | 1949-1956             | NASCAR |                                                         |
| John Force               | 2012    | roj. 1949   |                       | Drag racing |                                                         |
| Henry Ford               | 1993    | 1863-1947   | 1902                  | | Ustanovitelj Forda                                      |
| A. J. Foyt               | 2003    | roj. 1935   | 1956-1985             | US Champ. Car, Indianapolis 500, 24 ur Le Mansa                                                                              |                                                         |
| Ray Fox                  | 2003    | 1917-2014   |                       | | Šef mehanikov in izdelovalec motorjev za NASCAR         |
| Bill France mlajši       | 2004    | 1933-2007   | 1960s-1970s           | Enduro, Motokros | Predsednik NASCAR                                       |
| Bill France starejši     | 1990    | 1909-1992   | 1936-1946             | stock car racing | Ustanovitelj in predsednik NASCAR                       |
| Harry Gant               | 2006    | roj. 1940   | 1967-1996             | NASCAR |                                                         |
| Don Garlits              | 1997    | roj. 1932   | 1950s-1992            | Drag racing | Hitrostni rekordi na dirkah                             |
| Bob Glidden              | 2005    | roj. 1944   | 1960s-1997            | Drag racing |                                                         |
| Andy Granatelli          | 1992    | 1923-2013   | 1948                  | Indianapolis 500 | Predsednik STP                                          |
| Peter H. Gregg           | 1992    | 1940-1980   | 1958-1980             | 24 ur Daytone |                                                         |
| Dan Gurney               | 1990    | roj. 1931   | 1958-1980             | Formula 1, US Champ. Car | Lastnik in predsednik AAR                               |
| Janet Guthrie            | 2006    | roj. 1938   | 1963-1980             | Indianapolis 500, Daytona 500                                                                                                |                                                         |
| Mike Hailwood            | 2001    | 1940-1981   | 1957-1979             | Formula 1, Svetovno prvenstvo v motociklizmu                                                                                 |                                                         |
| Jim Hall                 | 1997    | roj. 1935   | 1950s-1996            | Formula 1, Indianapolis 500                                                                                                  |                                                         |
| Chip Hanauer             | 2005    | roj. 1954   |                       | Hydroplane racing |                                                         |
| Donald Healey            | 1996    | 1898-1988   | 1920.-1930.           | Rally | Ustanovitelj Donald Healey Motor Company                |
| Ray Hendrick             | 2007    | 1929-1990   | 1956-1970s            | Spremenil dirke serijskih dirkalnikov                                                                                        |                                                         |
| Rick Hendrick            | 2013    | roj. 1949   | 1984–danes            | NASCAR | Modified racing                                         |
| Graham Hill              | 1990    | 1929-1975   | 1958-1975             | Formula 1, Indianapolis 500, 24 ur Le Mansa                                                                                  |                                                         |
| Phil Hill                | 1991    | 1927-2008   | 1949-1967             | Formula 1, 24 ur Le Mansa |                                                         |
| Al Holbert               | 1993    | 1946-1988   | 1971-1988             | 24 ur Le Mansa, 24 ur Daytone                                                                                                |                                                         |
| John Holman              | 2011    | 1918-1975   | 1952–1972             | NASCAR |                                                         |
| Tony Hulman              | 1990    | 1946-1988   |                       | | Lastnik Indianapolis Motor Speedway                     |
| Denis Hulme              | 2002    | 1936-1992   | 1961-1974             | Formula 1 |                                                         |
| Harry Hyde               | 1999    | 1936-1992   | 1940.-1950s           | različne | Glavni mehanik v NASCAR                                 |
| Dale Inman               | 2013    | roj. 1936   |                       | NASCAR | Glavni mehanik                                          |
| Jack Ingram              | 2007    | roj. 1936   | 1960.-1991            | NASCAR Busch Series |                                                         |
| Bobby Isaac              | 1996    | 1932-1977   | 1956-1977             | NASCAR | kopenski hitrostni rekord                               |
| Jacky Ickx               | 1996    | roj. 1945   | 1965-1985             | Formula 1, 24 ur Le Mansa |                                                         |
| Ned Jarrett              | 1991    | roj. 1932   | 1952-1965             | NASCAR |                                                         |
| Bill Jenkins             | 2008    | 1931-2012   | 1950.-1976            | Drag racing |                                                         |
| Gordon Johncock          | 1990    | roj. 1937   | 1965-1992             | Indianapolis 500, US Champ. Car                                                                                              |                                                         |
| Junior Johnson           | 1990    | roj. 1931   | 1955-1966             | NASCAR |                                                         |
| Warren Johnson           | 2007    | roj. 1943   | 1971-present          | NHRA |                                                         |
| Parnelli Jones           | 1990    | roj. 1933   | 1950.-1974            | Indianapolis 500 |                                                         |
| Mel Kenyon               | 2003    | roj. 1933   | 1954-2005             | Midget car racing |                                                         |
| Alan Kulwicki            | 2002    | 1954-1993   | 1973-1993             | NASCAR |                                                         |
| Frank Kurtis             | 2008    | 1908-1987   | 1930.-1962            | Quarter Midget racing, Midget car racing, Svetovno prvenstvo športnih dirkalnikov, sprint car racing, Indy cars in Formula 1 | Izdelovanje šasij in motorjev                           |
| Niki Lauda               | 1993    | roj. 1949   | 1960.-1979, 1982-1985 | Formula 1 |                                                         |
| Fred Lorenzen            | 1991    | roj. 1932   | 1950.-1972            | NASCAR |                                                         |
| Tiny Lund                | 1994    | 1929-1975   | 1940.-1975            | NASCAR |                                                         |
| Nigel Mansell            | 2005    | roj. 1953   | 1976-1995, 1998       | Formula 1, US Champ. Car |                                                         |
| John Marcum              | 1994    | 1913-1981   | 1930-1945             | | komisar NASCAR, promotor MARC in ARCA                   |
| Banjo Matthews           | 1998    | 1932-1996   | 1952-1963             | NASCAR | Lastni moštva NASCAR                                    |
| Rex Mays                 | 1993    | 1913-1949   | 1934-1949             | US Champ. Car, Indianapolis 500                                                                                              |                                                         |
| Bruce McLaren            | 1991    | 1937-1970   | 1952-1970             | Formula 1, 24 ur Le Mansa, CanAm                                                                                             | Inženir, izumitelj in ustanovitelj McLarna              |
| Rick Mears               | 1997    | roj. 1951   | 1970.-1992            | US Champ. Car, Indianapolis 500                                                                                              |                                                         |
| Louis Meyer              | 1992    | 1904-1995   | 1920.-1939            | US Champ. Car, Indianapolis 500                                                                                              |                                                         |
| Ralph Moody              | 1994    | 1917-2004   | 1935-1957             | NASCAR | Ustanovitelj Holman Moody                               |
| Bud Moore                | 2009    | roj. 1925   | 1961–2001             | Lastnik NASCAR |                                                         |
| Stirling Moss            | 1990    | roj. 1929   | 1948-1962             | Formula 1, Mille Miglia |                                                         |
| Shirley Muldowney        | 2004    | roj. 1940   | 1970.-1984, 1988-2003 | Drag racing | Prva dirkačiva v NHRA                                   |
| Bill Muncey              | 2004    | 1929 – 1981 | 1955 – 1981           | Dirke hidroplanov |                                                         |
| Tazio Nuvolari           | 1998    | 1892-1953   | 1920-1940s            | Dirkanje za Velike nagrade, Mille Miglia                                                                                     |                                                         |
| Fred Offenhauser         | 2001    | 1888-1973   |                       | | Inženir in izdelovalec motorjev za Indianapolis 500     |
| Barney Oldfield          | 1990    | 1878-1946   | 1902-1918             | Various | kopenski hitrostni rekord                               |
| Jan Opperman             | 2011    | 1939–1997   |                       | Sprint cars |                                                         |
| Cotton Owens             | 2008    | 1924-2012   | 1950.-1964            | NASCAR |                                                         |
| Raymond Parks            | 2009    | 1914-2010   | 1938–1951             | NASCAR |                                                         |
| Wally Parks              | 1992    | 1913-2007   |                       | Drag Racing | Soustanovitelj in direktor National Hot Rod Association |
| Benny Parsons            | 1994    | 1941-2007   | 1960.-1988            | NASCAR | komentator dirk NASCAR                                  |
| David Pearson            | 1990    | roj. 1934   | 1960-1986             | NASCAR |                                                         |
| Roger Penske             | 1998    | roj. 1937   | 1958-1965             | Formula 1, NASCAR, Indy Car, Svetovno prvenstvo športnih dirkalnikov                                                         | Ustanovitelj Penske Racing in Penske Corporation        |
| Lee Petty                | 1990    | 1914-2000   | 1949-1964             | NASCAR | Ustanovitelj Petty Enterprises                          |
| Maurice Petty            | 2011    | roj. 1939   |                       | NASCAR | Motorni inženir                                         |
| Richard Petty            | 1997    | roj. 1937   | 1958-1992             | NASCAR | Head of Petty Enterprises                               |
| Nelson Piquet            | 2000    | roj. 1952   | 1971-1991             | Formula 1 |                                                         |
| Ferdinand Porsche        | 1996    | 1875-1951   |                       | | Inženir in ustanovitelj Porscheja                       |
| Alain Prost              | 1999    | roj. 1955   | 1969-1993             | Formula 1 |                                                         |
| Don Prudhomme            | 2000    | roj. 1941   | 1959-1994             | Drag racing |                                                         |
| Bobby Rahal              | 2004    | roj. 1953   | 1970.-1998            | US Champ. Car, Formula 1 | Ustanovitelj Rahal Letterman Racing                     |
| Wayne Rainey             | 2007    | roj. 1960   | 1982-1993             | Svetovno prvenstvo v motociklizmu, AMA Superbike                                                                             |                                                         |
| Brian Redman             | 2011    | roj. 1937   | 1968–1989             | Formula 1, Svetovno prvenstvo športnih dirkalnikov                                                                           |                                                         |
| Tim Richmond             | 2002    | 1955-1989   | 1976-1989             | NASCAR |                                                         |
| Eddie Rickenbacker       | 1992    | 1890-1973   | 1912-1916             | Indianapolis 500 | Inženir, lastnik Indianapolis Motor Speedway            |
| Glenn »Fireball« Roberts | 1990    | 1929-1964   | 1947-1964             | NASCAR |                                                         |
| Kenny Roberts            | 1992    | roj. 1951   | 1974, 1978-1983       | Svetovno prvenstvo v motociklizmu                                                                                            |                                                         |
| Mauri Rose               | 1994    | 1906-1981   | 1941-1951             | Indianapolis 500 |                                                         |
| Jack Roush               | 2006    | roj. 1942   |                       | NASCAR, Drag Racing, Sports Car Racing                                                                                       | Ustanovitelj Roush Fenway Racing                        |
| Johnny Rutherford        | 2006    | roj. 1938   | 1960.-1988            | Indianapolis 500, NASCAR | Trikratni zmagovalec Indianapolis 500                   |
| Don Schumacher           | 2013    | roj. 1944   |                       | drag racing |                                                         |
| Wendell Scott            | 1999    | 1921-1990   | 1947-1973             | NASCAR |                                                         |
| Ralph Seagraves          | 2008    | ?-1998      | ?-1995                | NASCAR, NHRA | Sponzorstvo R. J. Reynolds                              |
| Ayrton Senna             | 2000    | 1960-1994   | 1973-1994             | Formula 1 |                                                         |
| Wilbur Shaw              | 1991    | 1902-1951   | 1920.-1941            | Indianapolis 500 | Predsednik Indianapolis Motor Speedway                  |
| Carroll Shelby           | 1991    | 1923-2012   | 1950.-1941            | 24 ur Le Mansa, Formula 1 | Ustnovitelj Carroll Shelby International                |
| Bruton Smith             | 2007    | roj. 1927   |                       | | Ustanovitelj in predsednik Speedway Motorsports, Inc.   |
| Louise Smith             | 1999    | 1916-2006   | 1949-1956             | NASCAR |                                                         |
| Jackie Stewart           | 1990    | roj. 1939   | 1963-1973             | Formula 1 |                                                         |
| John Surtees             | 1996    | roj. 1934   | 1952-1972             | Formula 1, Svetovno prvenstvo v motociklizmu                                                                                 |                                                         |
| Herb Thomas              | 1994    | 1923-2000   | 1949-1962             | NASCAR |                                                         |
| Mickey Thompson          | 1990    | 1928-1988   | 1949-1962             | Drag racing, Off-road racing                                                                                                 | Hitrostni in vzdržljivostni rekordi                     |
| Curtis Turner            | 1992    | 1924-1970   | 1946-1961, 1965-1967  | NASCAR |                                                         |
| Al Unser                 | 1998    | roj. 1939   | 1957-1994             | Indianapolis 500 |                                                         |
| Bobby Unser              | 1990    | roj. 1934   | 1960.-1993            | Indianapolis 500, US Champ. Car                                                                                              |                                                         |
| Bill Vukovich            | 1990    | 1918-1955   | 1945-1955             | Indianapolis 500 |                                                         |
| Rusty Wallace            | 2013    | roj. 1956   | 1970s-2005            | NASCAR, USAC | Komentator NASCAR                                       |
| Darrell Waltrip          | 2005    | roj. 1947   | 1960.-2000            | NASCAR |                                                         |
| Rodger Ward              | 1992    | 1921-2004   | 1950-1966             | Indianapolis 500, US Champ. Car                                                                                              |                                                         |
| A. J. Watson             | 2003    | 1924-2014   | 1948-1982             | | Konstruktor in šef mehanikov za Indianapolis 500        |
| Joe Weatherly            | 1994    | 1922-1964   | 1946-1964             | NASCAR, AMA |                                                         |
| Humpy Wheeler            | 2006    | roj. 1938   |                       | | Predsednik Lowe's Motor Speedway                        |
| Rex White                | 2011    | roj. 1929   | 1956–1964             | NASCAR |                                                         |
| Glen Wood                | 2002    | roj. 1925   | 1953-1964             | NASCAR | Ustanovitelj Wood Brothers Racing                       |
| Cale Yarborough          | 2002    | roj. 1938   | 1957-1988             | NASCAR, Indianapolis 500 |                                                         |
| Smokey Yunick            | 1990    | 1925-2001   | 1930.                 | Svetovno prvenstvo v motociklizmu                                                                                            | Mehanik, inženir in šef moštva NASCAR                   |